# Owen (Band)
Owen ist ein Musikprojekt des Emo- und Indie-Musikers Mike Kinsella aus Chicago, Illinois.

## Bandgeschichte
Mike Kinsella, eine bestimmende Persönlichkeit in der Chicagoer Emo-Szene, spielte bei Cap’n Jazz, Joan of Arc, The One Up Downstairs, American Football und Owls, bevor er 2001 sein Projekt Owen startete, mit dem er im Singer-Songwriter-Verständnis eigene Musikvorstellungen entwickeln und verwirklichen wollte. Daher arbeitete er auch oft allein, um seine Kompositionen aufzunehmen. Das erste Album spielte Mike Kinsella mit einer von Polyvinyl Records finanzierten Software ein. Bisher wurden unter dem Projektnamen Owen noch fünf weitere Longplayer herausgebracht. Zwischendurch fand Mike Kinsella aber immer wieder Zeit, um mit Bruder Tim Kinsella und anderen ein Album für Joan of Arc aufzunehmen.

## Stil
Die Musik von Owen zeichnet sich im Gegensatz zu den bisherigen Emo- und Post-Rock-Produktionen von Kinsella durch sanfte Melodien, zurückhaltende Instrumentierung und schwermütige Vocals aus.

## Diskografie

### Alben
- 2016: The King of Whys (Polyvinyl)
- 2014: Other People's Songs (Polyvinyl)
- 2013: L'Ami du Peuple (Polyvinyl)
- 2011: Ghost Town (Polyvinyl)
- 2009: New Leaves (Polyvinyl)
- 2006: At Home With Owen (Polyvinyl)
- 2004: I Do Perceive (Polyvinyl)
- 2002: No Good For No One Now (Polyvinyl)
- 2001: Owen (Polyvinyl)

### Singles und EPs
- 2017: I'm Expanding My Mind/Settled Down (Stripped Down) (Polyvinyl)
- 2016: Colossal/Owen Split EP (Asian Man Records)
- 2015: Owen/Kevin Devine Devinyl Splits No. 5 (Bad Timing Records)
- 2015: Owen/Into It. Over It Split EP (Polyvinyl)
- 2014: Borne On The FM Waves Of The Heart (Against Me!) (Polyvinyl)
- 2011: O, Evelyn (Polyvinyl)
- 2010: Abandoned Bridges (Polyvinyl)
- 2009: The Seaside EP (Polyvinyl)
- 2007: The City On Film (RedCarsGoFaster)
- 2004: The EP (Polyvinyl)
- 2002: The Rutabega/Owen Split EP (Polyvinyl)
- 2001: The Jordan Marx EP (Polyvinyl)

### Kompilationsbeiträge
- 2010: No More No Where – Don’t Mind Control (Polyvinyl)
- 2009: ESRT Page 14 – Permagrin: The Music of Justin Veatch (The Justin Veatch Fund)
- 2006: Bad News – What To Do With Everything Compilation (Polyvinyl)
- 2005: Good Deeds – Sub Rosa Compilation (Wuag/Gate City Noise)
- 2005: I'm Not Seventeen  – The Association Of Utopian Hologram Swallowers (Polyvinyl)